# Burgdorf (Wolfenbüttel)
Pour les articles homonymes, voir Burgdorf (homonymie).

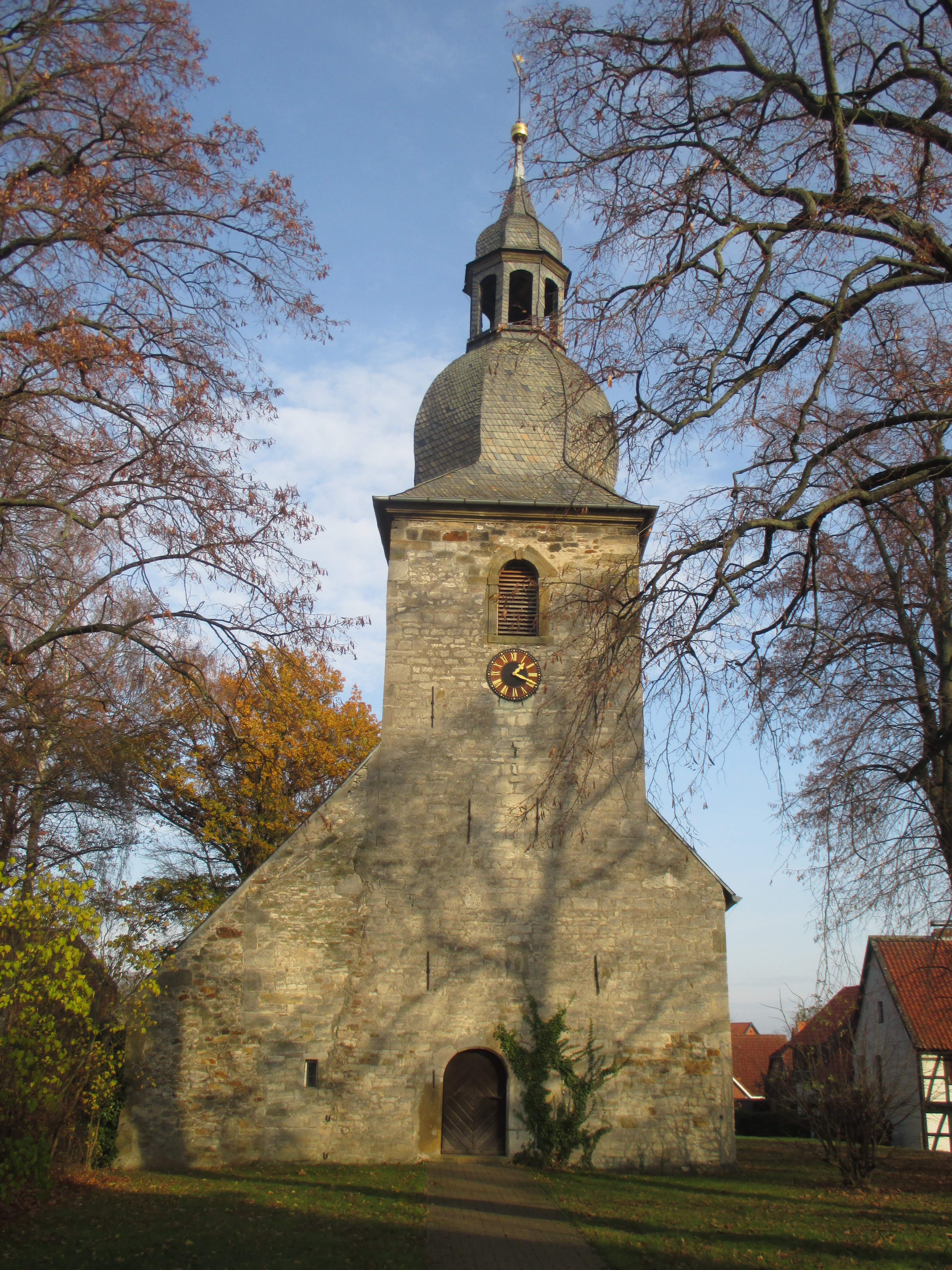

Burgdorf est une commune allemande située en Basse-Saxe, dans l'arrondissement de Wolfenbüttel.

## Personnalités liées à la ville
- Hermann Guthe (1849-1936), linguiste né à Westerlinde.